# Foot Ball Club Brescia 1913-1914
Questa pagina raccoglie le informazioni riguardanti il Foot Ball Club Brescia nelle competizioni ufficiali della stagione 1913-1914.

## Stagione
La squadra ha disputato il girone veneto-emiliano della Prima Categoria. Con 14 punti si è classificata sesta in classifica.

## Rosa
| N. |                   | Ruolo | Calciatore       |
| -- | ----------------- | ----- | ---------------- |
|    | Italia (bandiera) | A     | Piero Carpella   |
|    | Italia (bandiera) | A     | Alberto Ceresoli |
|    | Italia (bandiera) | C     | Fratus           |
|    | Italia (bandiera) | C     | Luigi Grazioli   |
|    | Italia (bandiera) | C     | Maraglio         |
|    | Italia (bandiera) | C     | Agostino Marzoli |
|    | Italia (bandiera) | D     | Battista Pisa    |
|    | Italia (bandiera) | D     | Ponti            |

| N. |                     | Ruolo | Calciatore          |
| -- | ------------------- | ----- | ------------------- |
|    | Svizzera (bandiera) | C     | Fritz Ruchti        |
|    | Italia (bandiera)   | A     | Santi               |
|    | Italia (bandiera)   | A     | Simonini            |
|    | Italia (bandiera)   | C     | Luigi Trivellini    |
|    | Italia (bandiera)   | P     | Giuseppe Trivellini |
|    | Italia (bandiera)   | D     | Verdina             |
|    | Italia (bandiera)   | C     | Luigi Vielmi III    |

## Risultati

### Campionato di Prima Categoria

#### Girone di andata
| Arbitro: | Terzolo (Genova) |

|                                              |           |  |
| Bianchi 33’ Liniger 48’ Benini 56’ Corsi 81’ | Marcatori |  |

| Arbitro: | Mauro (Milano) |

|             |           |                                                   |
| Saletta 54’ | Marcatori | 2’ Vielmi III 31’ Ceresoli 34’ Carpella 74’ Ponti |

| Arbitro: | Masperi (Brescia) |

|                                                   |           |                                                  |
| Ceresoli 16’ Trivellini 50’ (rig.) Vielmi III 85’ | Marcatori | 20’ Minchio 42’ Roberts 65’ Soresina 70’ Giberti |

| Arbitro: | Tessari (Padova) |

|                                                     |           |  |
| Casalini 10’, 22’, 20’ Tonini II 15’, 70’ Balbo 66’ | Marcatori |  |

| Arbitro: | Mauro (Milano) |

|                           |           |           |
| Simonini 15’ Ceresoli 84’ | Marcatori | 44’ Pasta |

| Arbitro: | Mauro (Milano) |

|               |           |              |
| Badini II 34’ | Marcatori | 55’ Simonini |

| Arbitro: | Tessari (Padova) |

|           |           |  |
| Croce 30’ | Marcatori |  |

| Arbitro: | Tessari (Padova) |

|              |           |                        |
| Romano I 60’ | Marcatori | 18’ Santi 26’ Ceresoli |

#### Girone di ritorno
| Arbitro: | Mauro (Milano) |

|                             |           |                                                           |
| Vielmi III 15’ Simonini 50’ | Marcatori | 31’ Vigevani I 55’ Forlivesi 65’ Bianchi 68’, 74’ Liniger |

| Arbitro: | Bianchi (Milano) |

|                                                                 |           |  |
| Vielmi III 6’ (rig.), 84’, 31’ Santi 35’ Ceresoli 48’, 90’, 78’ | Marcatori |  |

| Brescia 4 gennaio 1914 12ª giornata | Brescia        | 0 – 0 | Petrarca | Campo Fiera\| Arbitro: \| Magni (Milano) \| |
| Arbitro:                            | Magni (Milano) |       |          |                                             |

| Arbitro: | Resegotti (Milano) |

|                                   |           |                    |
| Minchio I 23’, 47’ Zorzi 55’, 68’ | Marcatori | 19’, 80’ Fratus II |

| Arbitro: | Magni (Milano) |

|  |           |                                          |
|  | Marcatori | 12’, 40’ Tonini III 60’ Perin 74’ Sacchi |

| Arbitro: | Storer (Venezia) |

|                                                          |           |              |
| Zambotto 15’ Roman 18’, 42’ Paroni 30’ (rig.) Boggio 65’ | Marcatori | 10’ Ceresoli |

| Arbitro: | Magni (Milano) |

|                                 |           |              |
| Ceresoli 42’, 66’ Fratus II 55’ | Marcatori | Badini I 80’ |

| Arbitro: | Moretti (Milano) |

|                                                  |           |                    |
| Ceresoli 10’, 53’ Carpella 22’, 36’ Simonini 30’ | Marcatori | 48’ (rig.) Padovan |

## Statistiche

### Statistiche di squadra
| Competizione                        | Punti | In casa | In casa | In casa | In casa | In casa | In casa | In trasferta | In trasferta | In trasferta | In trasferta | In trasferta | In trasferta | Totale | Totale | Totale | Totale | Totale | Totale | DR |
| Competizione                        | Punti | G       | V       | N       | P       | Gf      | Gs      | G            | V            | N            | P            | Gf           | Gs           | G      | V      | N      | P      | Gf     | Gs     | DR |
| ----------------------------------- | ----- | ------- | ------- | ------- | ------- | ------- | ------- | ------------ | ------------ | ------------ | ------------ | ------------ | ------------ | ------ | ------ | ------ | ------ | ------ | ------ | -- |
| Prima Cat. (girone veneto-emiliano) | 14    | 8       | 4       | 1       | 3       | 22      | 16      | 8            | 2            | 1            | 5            | 11           | 24           | 16     | 6      | 2      | 8      | 33     | 40     | -7 |

### Statistiche dei giocatori
| Giocatore     | Prima Categoria | Prima Categoria |
| Giocatore     | Presenze        | Reti            |
| ------------- | --------------- | --------------- |
| P. Carpella   | 14              | 3               |
| A. Ceresoli   | 16              | 12              |
| Fratus        | 6               | 3               |
| L. Grazioli   | 14              | 0               |
| Maraglio      | 15              | 0               |
| A. Marzoli    | 4               | 0               |
| B. Pisa       | 15              | 0               |
| Ponti         | 4               | 1               |
| F. Ruchti     | 8               | 0               |
| Santi         | 16              | 2               |
| Simonini      | 7               | 4               |
| L. Trivellini | 16              | 1               |
| G. Trivellini | 16              | -39             |
| Verdina       | 10              | 0               |
| L. Vielmi III | 16              | 7               |